# Luisa de Padilla y Manrique
Luisa de Padilla y Manrique, condesa de Aranda, (Burgos, 1590-Épila, 1646) fue una prosista española reconocida en su época cuya obra estaba destinada a reformar y servir de guía a la nobleza de su tiempo. 

## Biografía
Nació en Castilla hacia 1590 y pasó su infancia en Burgos. Hija de Luisa de Padilla y Manrique 8.ª condesa de Buendía y de Martín Padilla y Manrique, primer conde de Santa Gadea, adelantado mayor de Castilla, Grande de España y capitán general de la Armada de Felipe II. En 1605, contrajo matrimonio con el V conde de Aranda, Antonio Jiménez de Urrea, convirtiéndose así en condesa de Aranda, y se trasladó a Épila, en Aragón. El padre de su esposo había caído en desgracia en la Corte de Felipe II y fue ella quien le proporcionó la confianza del valido de Felipe III, el duque de Lerma. Se dedicó a las actividades propias de una aristócrata pero también participó activamente en los círculos literarios. Tuvo varios hijos pero ninguno llegó a la madurez.

## Obra
En 1930, la escritora y crítica Margarita Nelken, incluyó a De Padilla en su obra Escritoras españolas pese a que no sabía en qué género literario clasificarla: 
«...la índole de estos libros los ha ido relegando al terreno de la erudición; en su día fueron expresión de una filosofía innovadora, y hasta atrevida, y tienen todos algo que no ha envejecido, sino que, por el contrario, ha adquirido con el tiempo mayor realce, diríamos que mayor sabor: esto es, el estilo, un estilo fluido, nítido, que hace de esta autora uno de los prosistas más puros de nuestro siglo XVII».
Las seis obras que redactó De Padilla fueron publicadas entre 1637 y 1644, cuatro de las cuales son propuestas de modelos de comportamiento para los nobles. En las dos primeras, publicadas en 1637 y 1639,  ocultó su identidad por el recelo con el mundo editorial, según la escritora Marie-Laure Acquier. Sin embargo, a partir de 1640, ya aparece con apellidos y títulos debido al deseo de aumentar el prestigio familiar. Su marido también desarrolló una intensa actividad poética, al uso de la nobleza. Su primera obra, Nobleza virtuosa es una relación de normas para los nobles en sus relaciones cortesanas, familiares y amistosas, y hay desconfianza respecto al valido y la Corte. En la última obra, Idea de nobles de 1644, ya no hay ese recelo ante la inminente caída del Conde-duque de Olivares. De Padilla fue transmisora de la cultura nobiliaria así como defensora del estatus de su familia.
Lo que escribió fue para la educación o mejora de la nobleza, pues su papel era formar parte en las tareas de gobierno. Pero para ello era necesario una regeneración que propugnó en dos vías: una civil, en los cuatro primeros libros de la Nobleza virtuosa y otra religiosa en sus dos últimos tratados sobre la verdad y la castidad. Toda su obra es muestra de una gran erudición y cultura. ya que cada afirmación que hace la respalda con una referencia histórica o con la cita de un autor: Séneca, Epicuro, Zenón, Platón, Hesíodo, san Ambrosio, San Jerónimo, etc.
Ninguna de sus obras ha sido publicada de nuevo pese a su éxito en la época. De Lágrimas de la nobleza es del que existe el mayor número de ejemplares localizados. Esto muestra que no tuvo problemas para publicar ya que pertenecía a la aristocracia. Esta misma pertenencia es la que le permite tratar un tema tan cercano a la política como el papel de la nobleza, pese a ser mujer. El núcleo central de su obra es la "reformación de nobles", término muy propio de la época. Quiso que la nobleza sirviera a la Monarquía ocupando el papel que le corresponde, y, por ello, reprendió sus vicios y alabó sus virtudes. Por todo ello, su tono es pesimista ya que trata el aspecto moral por encima del político. Para De Padilla, cuatro son las causas de la decadencia: la ociosidad, la juventud, la riqueza y la libertad, las cuales hacen que la nobleza olvide su papel en el Reino.

### Análisis de sus obras
La primera parte de Nobleza virtuosa (1637) se distribuye en dos bloques: uno dedicado a su hijo y otro a su hija. El tono es coloquial por la cercanía existente, diferenciando en los consejos según el género de sus hijos. Es de destacar la importancia que da al estudio en las mujeres nobles que deben saber gramática y algo de filosofía. Su Noble perfecto y segunda parte de la Nobleza virtuosa es un manual de conducta para la educación de los niños nobles con recursos propios para la memorización: aforismos, máximas... de Séneca y Plutarco entre otros. Se mezcla la teoría con la práctica trazando unas normas desde el amanecer hasta la noche. Lágrimas de la nobleza y parte Tercera de Nobleza virtuosa (1639) tiene un tono más moral siendo una crítica a la nobleza y sus vicios: jurar, criar mal a los hijos, ser tiranos, participar en escándalos, maltratar a sus vasallos y criados, no mostrar ningún respeto a sus esposas, etc. Cierra el cuarteto de la Nobleza virtuosa con Idea de nobles y sus desengaños (1644). En ella hace una biografía del Marqués de Santillana en la que lo muestra como prototipo del noble ideal. Es una síntesis de todas sus obras anteriores. La Nobleza virtuosa está dentro de los tratados de educación de grandes y príncipes de su tiempo. Responde a la necesidad que sentía de que la aristocracia asumiera el papel de mando para el que sentía que estaba destinada.
Entre la tercera y la cuarta Nobleza publicó en 1640 Elogios de la verdad e invectiva contra la mentira. Es una extensa glosa de carácter alegórico en la que destaca su vasta erudición, con multitud de etimologías, fuentes y ejemplos. Ataca a las comedias, a los libros de fábulas lascivas y a la poesía cuando se hace mal uso de ella. Preconiza un estilo que se acomode a la moral, así debe ser "casto, claro y apacible", es decir, que sea entendido por todos. Es interesante también su historia de los gitanos y de la hechicería hispana como referencias a la mentira. Su alegoría se basa en la creación de dos ciudades opuestas: la de la Verdad o ciudad Celeste con sus castillos de cristal y la de la Mentira o Ciudad de la Sangre a la que se llega por el camino de los vicios. En 1642, publicó Excelencias de la castidad dedicada a las monjas descalzas del convento de la Concepción de Épila. En ella, entre otros temas, alaba la literatura religiosa frente a la profana. La obra además es un alegato contra la sensualidad y el adulterio.

## Obras
Estas obras, ya disponibles en dominio público, se pueden leer en los siguientes enlaces:
- 1637 Nobleza virtuosa
- 1639 Noble perfecto y segunda parte de la nobleza virtuosa
- 1639 Lágrimas de la nobleza
- 1640 Elogios de la verdad e invectiva contra la mentira
- 1642 Excelencias de la castidad
- 1644 Idea de nobles y sus desempeños en aforismos